# Stanley Weiser
Pour les articles homonymes, voir Weiser.
Stanley G. Weiser est un scénariste américain né à New York. Il est administrateur de la West LA, centre de méditation bouddhiste Shambhala.

## Filmographie
- 1980 : Coast to Coast
- 1987 : Project X
- 1987 : Wall Street
- 1990 : Murder in Mississippi (en)
- 1994 : Le Crépuscule des aigles
- 1998 : La Famille trahie
- 2003 : Rudy: The Rudy Giuliani Story (en)
- 2008 : W. : L'Improbable Président
- 2010 : Wall Street : L'argent ne dort jamais (d'après ses personnages)

Weiser a aussi travaillé en tant que consultant script sur L'Enfer du dimanche et Nixon.